# Chumburung (Sprache)
Chumburung ist die ghanaische Sprache der Chumburung und wird von 69.000 (2004 SIL) Sprechern (inklusive 2.700 Yeji Sprechern) verwendet. 
Ihre Verbreitung hat Chumburung zwischen dem Volta-Stausee im Süden und dem Fluss Daka im Nordwesten. Yeji wird südlich des Volta-Stausees gesprochen. 
Alternative Namen sind Nchumburung, Nchimburu, Nchummuru und Kyongborong. Dialekte sind Nord Chumburung (Banda), Süd Chumburung (Lonto, Gurubi, Chinderi, Bejamse, Borae), Yeji (Yedji). 
Chumburung weist Übereinstimmungen zu 66 % mit Yeji, zu 79 % mit Kplang, zu 78 % mit Krache, zu 69 % mit Dwang (Sprache), zu 67 % mit Nawuri und Gikyode und zu 60 % mit Gonja auf. 